# Supersypnoides gigantea
Supersypnoides gigantea là một loài bướm đêm trong họ Noctuidae.